# Emily Ramsey
Emily Jo Ramsey (Salford, 16 novembre 2000) è una calciatrice inglese, portiere dell'Everton e della nazionale Under-23 inglese.

## Carriera

### Club

#### Gli inizi al Manchester United e Liverpool
Nata a Salford, Ramsey inizia a giocare a calcio all'età di sette anni, quando si iscrive al Deans Youth and Ladies FC, club con sede a Eccles. Un anno dopo, il Manchester United le offre di entrare nelle giovanili del club, con la possibilità di proseguire il percorso scolastico; tuttavia, Ramsey sceglie di restare un altro anno al Deans, dove vince il premio di miglior giocatrice assoluta.
Nel 2010, passa alle giovanili del Manchester United; tuttavia, poiché il club non disponeva ancora di una prima squadra femminile, nel 2017 è stata ceduta al Liverpool. Debutta con le Reds il 18 febbraio 2018, disputando l'incontro di Women's FA Cup con il Chichester City, vinto 3-0.

#### Ritorno al Manchester United
Dopo aver passato una stagione al Liverpool, il 13 luglio 2018 Ramsey fa ufficialmente ritorno al Manchester United, entrando a far parte della neonata prima squadra femminile, militante in Championship. Esordisce con le Red Devils il 17 febbraio 2019, nella partita di Women's FA Cup vinta per 3-0 con le London Bees. In campionato, invece, esordisce il 28 aprile seguente, nell'incontro con le Millwall Lionesses, vinto 5-0. Nella sua prima stagione al club, contribuisce alla vittoria del campionato e alla conseguente promozione diretta in massima serie.

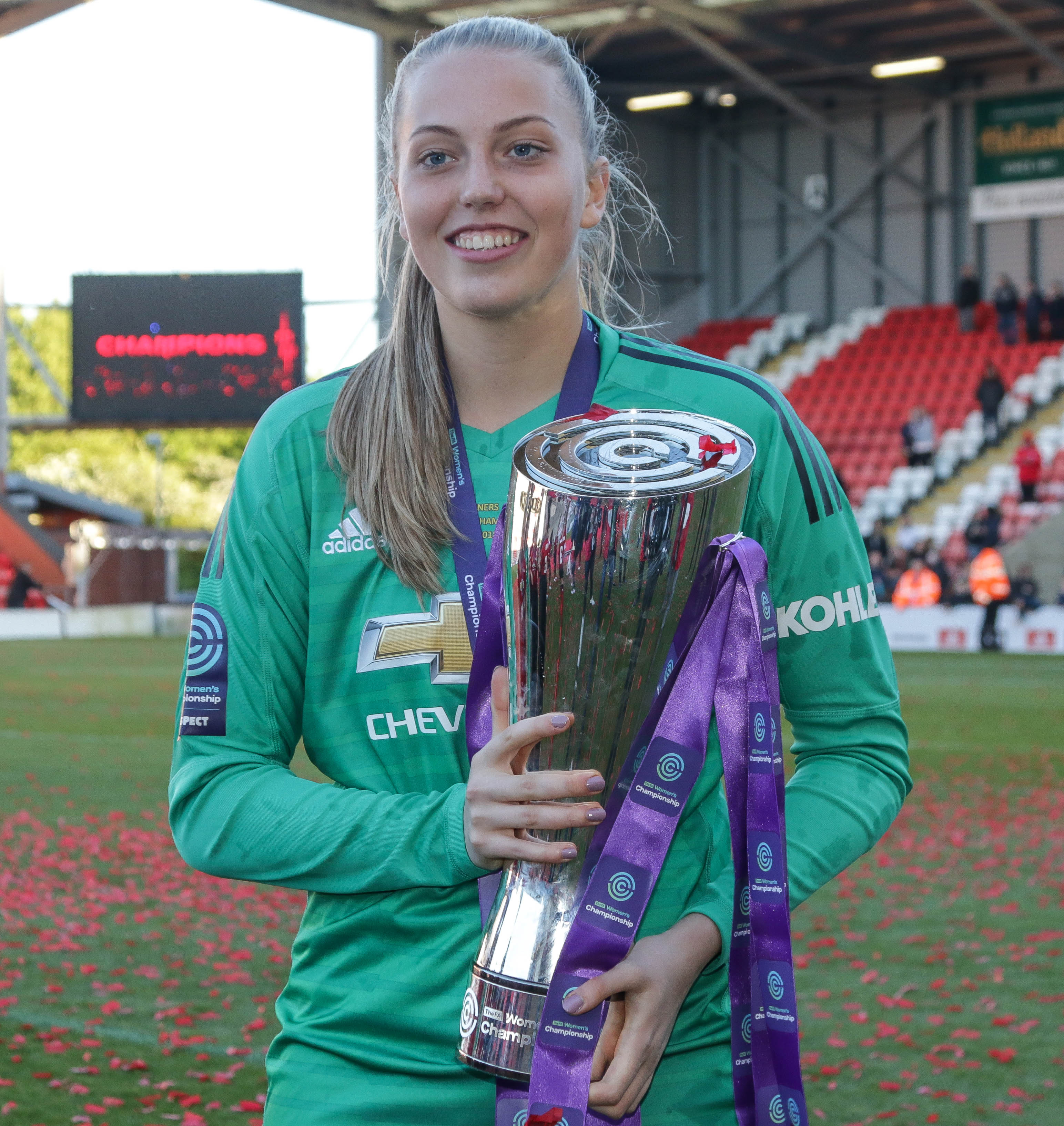
Ramsey con il nel maggio del 2019, dopo la vittoria della Women's Championship.

#### Prestiti
Il 24 gennaio 2020, Ramsey si trasferisce in prestito allo Sheffield Utd, sempre nella Championship; debutta due giorni dopo, contro il Birmingham City, in Women's FA Cup. In campionato, invece, esordisce nella sfida contro il Blackburn Rovers, vinta per 5-1. Tuttavia, il campionato di questa stagione viene sospeso a causa della pandemia di COVID-19.
Il 7 marzo 2021, viene ceduta in prestito d'emergenza al West Ham, in massima serie, in sostituzione dell'infortunata Mackenzie Arnold. Il 24 aprile seguente, viene richiamata dal prestito.
Il 6 agosto dello stesso anno, viene ceduta ancora una volta in prestito annuale, questa volta al Birmingham City, in Championship.

#### Everton
Il 5 agosto 2022, viene ceduta in prestito per una stagione all'Everton, in massima serie.
Dopo aver lasciato ufficialmente il Manchester United il 4 luglio 2023, alla scadenza naturale del proprio contratto, Ramsey ritorna a parametro zero all'Everton il 29 luglio seguente, firmando un contratto triennale.

### Nazionale

#### Nazionali giovanili
Nell'aprile del 2017, Ramsey viene inclusa nella rosa dell'Inghilterra U-17 per gli Europei di categoria in Repubblica Ceca.
L'anno seguente, invece, vince la medaglia di bronzo con la nazionale Under-20 ai Mondiali di categoria, pur non avendo mai disputato una partita nel torneo.
Nel luglio del 2019, viene inclusa nella rosa della nazionale Under-19 per gli Europei di categoria in Scozia.

#### Nazionale maggiore
Nel giugno del 2021, Ramsey riceve la sua prima convocazione in nazionale maggiore, sostituendo l'infortunata Karen Bardsley, in vista di un ritiro.
Nel febbraio 2023, viene inclusa dalla CT Sarina Wiegman nella rosa partecipante alla Arnold Clark Cup, poi vinta proprio dalle Leonesse.

## Statistiche
Statistiche aggiornate al 12 febbraio 2024.

### Presenze e reti nei club
| Stagione                 | Squadra                  | Campionato               | Campionato | Campionato | Coppe nazionali | Coppe nazionali | Coppe nazionali | Coppe continentali | Coppe continentali | Coppe continentali | Altre coppe | Altre coppe | Altre coppe | Totale | Totale |
| Stagione                 | Squadra                  | Comp                     | Pres       | Reti       | Comp            | Pres            | Reti            | Comp               | Pres               | Reti               | Comp        | Pres        | Reti        | Pres   | Reti   |
| ------------------------ | ------------------------ | ------------------------ | ---------- | ---------- | --------------- | --------------- | --------------- | ------------------ | ------------------ | ------------------ | ----------- | ----------- | ----------- | ------ | ------ |
| 2017-2018                | Liverpool                | FA WSL                   | 0          | 0          | FA              | 1               | -1              | -                  | -                  | -                  | FA WLC      | 0           | 0           | 1      | -1     |
| 2018-2019                | Manchester United        | WC                       | 2          | 0          | FA              | 1               | -?              | -                  | -                  | -                  | FA WLC      | 0           | 0           | 3      | -?     |
| 2019-2020                | Manchester United        | FA WSL                   | 0          | 0          | FA              | 0               | 0               | -                  | -                  | -                  | FA WLC      | 1           | -1          | 1      | -1     |
| 2020-2021                | Manchester United        | FA WSL                   | 0          | 0          | FA              | 0               | 0               | -                  | -                  | -                  | FA WLC      | 2           | -3          | 2      | -3     |
| Totale Manchester United | Totale Manchester United | Totale Manchester United | 2          | 0          |                 | 1               | -?              |                    | -                  | -                  |             | 3           | -4          | 7      | -4+    |
| gen.-giu. 2020           | Sheffield Utd            | WC                       | 1          | -1         | FA              | 1               | -?              | -                  | -                  | -                  | -           | -           | -           | 2      | -1+    |
| mar.-giu. 2021           | West Ham                 | FA WSL                   | 0          | 0          | FA              | 1               | 0               | -                  | -                  | -                  | FA WLC      | 0           | 0           | 1      | 0      |
| 2021-2022                | Birmingham City          | FA WSL                   | 15         | -34        | FA              | 1               | -1              | -                  | -                  | -                  | FA WLC      | 1           | -2          | 17     | -37    |
| 2022-2023                | Everton                  | WSL                      | 8          | -10        | FA              | 0               | 0               | -                  | -                  | -                  | FA WLC      | 1           | -1          | 9      | -11    |
| 2023-2024                | Everton                  | WSL                      | 2          | -3         | FA              | 0               | 0               | -                  | -                  | -                  | FA WLC      | 2           | -9          | 4      | -12    |
| 2024-2025                | Everton                  | WSL                      | -          | -          | FA              | -               | -               | -                  | -                  | -                  | FA WLC      | -           | -           | -      | -      |
| Totale Everton           | Totale Everton           | Totale Everton           | 10         | -13        |                 | 0               | 0               |                    | -                  | -                  |             | 3           | -10         | 13     | -23    |
| Totale carriera          | Totale carriera          | Totale carriera          | 28         | -48        |                 | 5               | -2+             |                    | -                  | -                  |             | 7           | -16         | 40     | -66+   |

## Palmarès

### Club
- Campionato inglese: 1

Manchester United: 2018-2019

### Nazionale
- Arnold Clark Cup: 1

2023